# Antongilus goliath
Antongilus goliath är en skalbaggsart som först beskrevs av Miłosz A. Mazur 1975.  Antongilus goliath ingår i släktet Antongilus och familjen stumpbaggar. Inga underarter finns listade i Catalogue of Life.